# Eropo II da Macedônia
Aéropo II (grego antigo: Ἀέροπος,Aéropos latim: Aeropus) foi um rei da Macedônia da dinastia argéada. Foi o tutor do futuro rei Orestes da Macedônia, filho de Arquelau I. Era um dos filhos maiores de Pérdicas e meio-irmão de Arquelau.
Nas duas listas de reis da macedônia apresentadas por Eusébio de Cesareia, na primeira, atribuída a Diodoro Sículo, Aéropo II reinou por seis anos, sendo o sucessor de Arquelau I e o antecessor de Pausânias. Na segunda lista, que Eusébio diz ser baseada em historiadores mais confiáveis, existe apenas um rei de nome Aéropo (Aéropo I).